# Rio Iller
O rio Iller perto de Oberstdorf
O rio Iller (nome antigo Ilargus) é um rio na Baviera, Alemanha. É um afluente do rio Danúbio. Uma pequeníssima parte da sua bacia hidrográfica fica na Áustria.

## Galeria de imagens

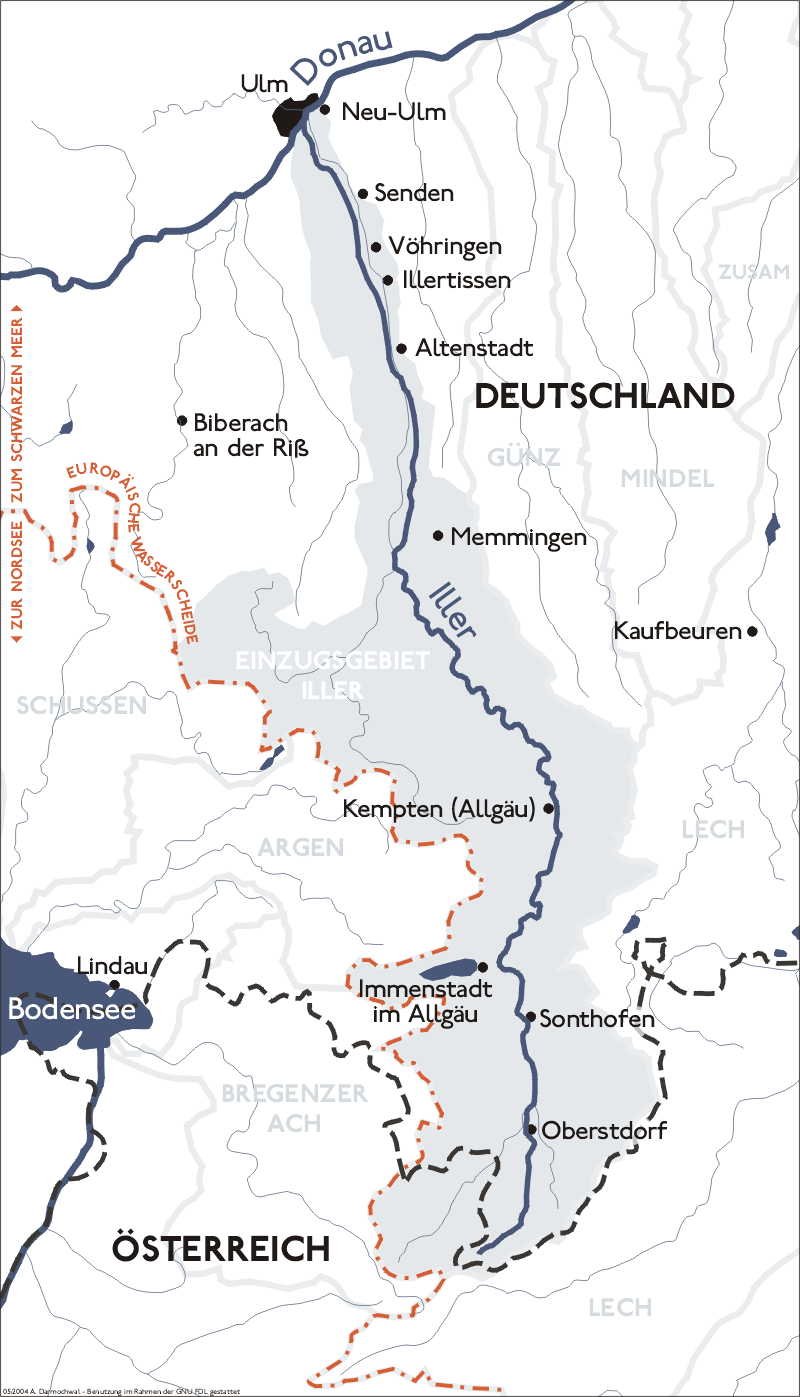
Bacia do Iller